# Champion Boxing
Champion Boxing (チャンピオンボクシング en japonés) es un videojuego de boxeo de Sega lanzado por primera vez como Arcade sobre la plataforma SG1000 en julio de 1984. Se trata del primer juego de Yū Suzuki.
Presenta dos jugadores, el segundo controlado por la máquina o por un segundo jugador, que se enfrentan en una competición de boxeo, con descuento de tiempos y asaltos.
La máquina arcade original viene con una placa Sega SG1000, equipada con una CPU Zilog Z80 a 3,579545 MHz y un chip de sonido Texas Instruments SN76496 a 3,579545 MHz. La pantalla está orientada horizontalmente, con una resolución de 280 x 210 píxeles y 16 colores y un refresco de 60 Hz. Dispone de dos palancas de joystick de 8 direcciones y dos botones por jugador.

## Otras plataformas
Champion boxing es portado a MSX y SG-1000 en 1985.